# Stanislav Kašpárek
Stanislav Kašpárek (* 11. Juni 1996 in Přerov) ist ein tschechischer Handballspieler. Der 2,02 m große rechte Rückraumspieler spielt seit 2022 für den rumänischen Erstligisten CS Dinamo Bukarest und steht zudem im Aufgebot der tschechischen Nationalmannschaft.

## Karriere

### Verein
Stanislav Kašpárek begann seine Laufbahn beim HC Zubří. Auf Grund seiner guten Leistungen wurde er 2014 zu Tschechiens „Talent des Jahres“ gewählt. 2015 wechselte der Linkshänder nach Ungarn zu Balatonfüredi KSE in die K&H Férfi Kézilabda Liga. Mit dem Erstligisten nahm er am EHF-Pokal 2016/17 und 2017/18 teil. 2018 unterschrieb er beim ungarischen Spitzenklub Pick Szeged, mit dem er 2021 ungarischer Meister und 2019 ungarischer Pokalsieger wurde. Bei drei Teilnahmen an der EHF Champions League erreichte er 2018/19 das Viertelfinale als bestes Ergebnis. In der Saison 2021/22 lief er für den belarussischen Erstligisten Brest GK Meschkow auf, mit dem er 2022 die belarussische Meisterschaft gewann.
Seit der Saison 2022/23 steht er beim rumänischen Verein CS Dinamo Bukarest unter Vertrag. Mit Dinamo Bukarest gewann er 2023 und 2024 die rumänische Meisterschaft und 2024 den rumänischen Pokal.

### Nationalmannschaft
In der tschechischen A-Nationalmannschaft debütierte Kašpárek am 17. Juni 2017 beim 27:24 gegen Island. Er stand im Aufgebot für die Europameisterschaften 2018, 2020 und 2022. Er stand im Kader für die Europameisterschaft 2024 und belegte mit Tschechien den 15. Platz. Bei der Weltmeisterschaft 2025 warf er neun Tore in vier Spielen und kam mit der Auswahl auf den 19. Rang.
Bisher bestritt er 73 Länderspiele, in denen er 240 Tore erzielte.